# Федченков, Егор Егорович
Егор Егорович Федченков (1910—1974) —  командир отделения 473-го стрелкового полка 154-й стрелковой дивизии, сержант, полный кавалер ордена Славы.

## Биография
Егор Федченков родился 24 ноября 1910 года в деревне Тросно-Ивакино (ныне — Ершичский район Смоленской области). После окончания семи классов школы работал бухгалтером. В 1939—1940 годах проходил службу в Рабоче-крестьянской Красной Армии, участвовал в польском походе и боях советско-финской войны. Демобилизовавшись, работал в Красноярском крае. В октябре 1943 года Федченков повторно был призван в армию и направлен на фронт. Окончил курсы снайперов.
В ночь с 12 на 13 апреля 1944 года Федченков в районе села Товстынка Шумилинского района Витебской области Белорусской ССР участвовал в отражении немецких контратак, уничтожив вместе со своими товарищами около 40 солдат и офицеров противника. 23 апреля 1944 года он был награждён орденом Славы 3-й степени.
В июле 1944 года Федченков в бою за деревню Обабье Даугавпилсского района Латвийской ССР уничтожил пулемётный расчёт и ещё восемь немецких солдат и офицеров. 11 сентября 1944 года он был награждён орденом Славы 2-й степени.
16 октября 1944 года в бою в районе населённых пунктов Пупкене и Пульты к северу от посёлка Вайнёде Литовской ССР Федченков вместе со своим отделением ворвался в немецкую траншею и уничтожил около 10 солдат и офицеров противника. Заменив собой выбывшего из строя командира взвода, он успешно провёл штурм второй и третьей траншей, а затем ворвался в город Телыпяй. 18 октября 1944 года в бою Федченков получил тяжёлое ранение.
Указом Президиума Верховного Совета СССР от 24 марта 1945 года за «исключительное мужество, отвагу и бесстрашие, проявленные в боях с гитлеровскими захватчиками» сержант Егор Федченков был награждён орденом Славы 1-й степени за номером 486.
В 1946 году Федченков был демобилизован. Проживал и работал в селе Ершичи Смоленской области. Умер 24 июня 1974 года, похоронен в деревне Грязенять, Рославльский район Смоленской области.
Был также награждён рядом медалей.